# Бородіно (Туричинська волость)
Бородіно (рос. Бородино) — присілок у Невельському районі Псковської області Російської Федерації.
Населення становить 18 осіб. Входить до складу муніципального утворення Туричинська волость.

## Історія
Від 2015 року входить до складу муніципального утворення Туричинська волость.

## Населення
| 2001 | 2002 | 2010 |
| ---- | ---- | ---- |
| 28   | ↘23  | ↘18  |